# Богатівський район
Богатівський район (рос. Богатовский район) — адміністративно-територіальна одиниця (район) та муніципальне утворення (муніципальний район) у південно-західній частині Самарської області Росії.
Адміністративний центр — село Богате.

## Історія
Територія району входила до Бузулуцького повіту Самарської губернії (перетвореного 1928 року в Борський район Самарської області). У зв'язку з рішенням Президії ВЦВК про розукрупнення районів Середньоволзького краю, Борський район був поділений на три і 25 січня 1935 був утворений Багатівський район..

## Населення
| 2002    | 2008    | 2010    | 2011    | 2012    | 2013    | 2014    |
| ------- | ------- | ------- | ------- | ------- | ------- | ------- |
| 15 565  | ↗15 631 | ↘14 142 | ↘14 090 | ↘13 981 | ↗14 042 | ↗14 075 |
| 2015    | 2016    | 2017    | 2018    | 2019    | 2020    | 2021    |
| ↗14 163 | ↗14 196 | ↗14 292 | ↗14 355 | →14 355 | ↘14 227 | ↘13 244 |